# Zeche Königin Elisabeth
Die Zeche Königin Elisabeth war ein Steinkohlen-Bergwerk in Essen.

## Geschichte

### 1844 bis 1900
Unter Leitung des Essener Kaufmanns Johann Wilhelm Butenberg wurde Mitte der 1840er Jahre ein größerer Grubenfeldbesitz im Bereich östlich der Essener Altstadt bis hin nach Frillendorf und Schonnebeck gemutet. 1844 kam es zur Gründung der bergrechtlichen Gewerkschaft Königin Elisabeth mit Sitz in Essen. Namenspatronin war Königin Elisabeth, geborene Prinzessin Elisabeth Ludovika von Bayern, die Gemahlin des damaligen preußischen Königs Friedrich Wilhelm IV.
1847 wurde an der Straße von der Altstadt nach Stoppenberg (heutige Elisenstraße) mit dem Abteufen des Schachtes Wilhelm begonnen. Er ging 1850 in Betrieb und wurde mit einem Malakow-Turm ausgestattet. Schon kurz danach wurde neben Schacht Wilhelm eine Kokerei mit sogenannten Bienenkorböfen errichtet.
Die Zeche entwickelte sich wirtschaftlich bis auf die Förderung von 100.000 Tonnen Kohle jährlich. In der Zeit wirtschaftlicher Expansion nach dem Deutsch-Französischen Krieg von 1870/71 wurde geplant, die Zeche in großem Maßstab auszubauen. Am Ostende des Grubenfeldes sollte eine zweite eigenständige Förderanlage errichtet werden. Um das hierfür notwendige Kapital aufzubringen, wurde die bergrechtliche Gewerkschaft in eine Aktiengesellschaft umgewandelt. 1872 bis 1874 wurde in Schonnebeck die neue Förderschachtanlage Friedrich Joachim niedergebracht. Diese wurde ebenfalls mit einem Malakow-Turm ausgerüstet. Ab 1880 wurde auch hier eine Kokerei betrieben.
Nach erneuter Umwandlung der Aktiengesellschaft in eine bergrechtliche Gewerkschaft neuen Rechts wurden diverse Kooperationsverträge mit umliegenden Unternehmen getroffen. So wurde insbesondere der Absatz der Kokskohlen an die Mannesmannröhren-Werke AG sichergestellt. 1897 wurde in Frillendorf mit dem Schacht Hubert eine dritte Förderschachtanlage begonnen, die auf halber Wegstrecke zwischen Schacht Friedrich Joachim und Schacht Wilhelm lag. 1899 konnte dieser Schacht in Betrieb gehen, er wurde mit einem deutschen Strebengerüst ausgestattet.

### 1900 bis 1945
In den Folgejahren wurde damit begonnen, die älteren Schachtanlagen zu modernisieren bzw. auszubauen. Zunächst wurde von 1904 bis 1907 neben Schacht Friedrich Joachim ein zweiter Schacht abgeteuft, der Friedrich Joachim 2 genannt wurde. Nach dessen Fertigstellung wurde Schacht Friedrich Joachim 1 mit einer neuen Förderanlage versehen. Ab 1910 fungierte Friedrich Joachim 1 wieder als zentraler Förderschacht für den Ostbereich. Von 1907 bis 1909 wurde neben Schacht Hubert der Schacht Hubert 2 niedergebracht. Dieser war von Beginn als Wetterschacht konzipiert.
1910 wurde an der Elisenstraße nahe Schacht Wilhelm mit dem Abteufen des neuen Förderschachtes Emil begonnen. Der Schacht lag auf einem eigenen beengten Betriebsgelände, das nur durch einen Bahndamm von Schacht Wilhelm getrennt war. Die räumlich schwierige Situation erforderte eine ungewöhnliche Anordnung der technischen Einrichtungen. Die Aufbereitungsanlagen wurden bei Schacht Wilhelm belassen, die geförderte Rohkohle wurde mittels Seilbahn über den Bahndamm in die modernisierte Aufbereitung befördert. Schacht Emil erhielt ein Doppelstrebengerüst, bei dem die beiden Förderungen jedoch rechtwinklig zueinander versetzt waren. Das Maschinenhaus für die Hauptfördermaschine nebst Umformer wurde rückwärtig verlängert, um zusätzlich auch Kaue und Verwaltung in einem einzigen, zusammenhängenden Betriebsgebäude aufzunehmen. Für die in dieser Zeit fortschrittliche, relativ schlichte Gestaltung war der Essener Architekt Alfred Fischer verantwortlich.
Die Kokereien Wilhelm/Emil und Friedrich Joachim 1/2 wurden erneuert. Die Förderung erreichte 750.000 Tonnen Fett- und Esskohle. 1916 ging die Gewerkschaft Königin Elisabeth vollständig in den Besitz der Mannesmannröhren-Werke AG über. In der wirtschaftlich angespannten Zeit nach dem Ersten Weltkrieg wurde zunächst die Kokerei bei Schacht Wilhelm stillgelegt.
Im Rahmen der nachfolgenden Weltwirtschaftskrise führte Mannesmann einschneidende Maßnahmen zur Zusammenfassung der Förderung durch. 1931 wurden die Förderstandorte Hubert 1/2 und Friedrich Joachim 1/2 nebst Kokerei Friedrich Joachim 1/2 außer Betrieb genommen. Die Grubenabteilung Hubert wurde an die Abteilung Wilhelm/Emil angeschlossen. Die Förderung erfolgte ausschließlich über Schacht Emil. Die Abteilung Friedrich Joachim wurde als Stillstandsbereich offengehalten. 1935 erfolgte die Wiederinbetriebnahme von Friedrich Joachim 1/2 als Förderanlage. Schacht 1 erhielt ein neues vollwandiges Fördergerüst. Es wurde ein Neubau der Kokerei mit 70 Koksöfen errichtet. Die Förderung stieg bis auf 950.000 Tonnen jährlich an.
Gegen Ende des Zweiten Weltkriegs wurde insbesondere die Schachtanlage Wilhelm/Emil durch Bombenschäden zeitweise außer Betrieb gesetzt. Die Aufbereitungskapazität von Schacht Wilhelm fiel zeitweise komplett aus.

### 1945 bis 1966
Nach 1945 wurde das Bergbauvermögen der Mannesmann AG im Rahmen der Entflechtung in Untergesellschaften aufgespalten. 1953 wurde beschlossen, auch die Zeche Königin Elisabeth ihrerseits aufzuspalten. Die Schachtanlage Wilhelm/Emil wurde an die Essener Steinkohlenbergwerke AG verpachtet. Ab 1955 bestand ein Durchschlag mit der benachbarten Zeche Katharina. Schacht Katharina 3 übernahm nach der Fusion der Essener Steinkohlenbergwerke mit der Mannesmann AG 1956 die komplette Förderung von Wilhelm/Emil und hielt die Schächte offen. Die Schachtanlage Friedrich Joachim 1/2 übernahm die Schachtanlage Hubert 1/2 als Seilfahrtanlage und betrieb die Kokerei weiter. Die Förderung erreichte 640.000 Tonnen Fett- und Esskohle.

## Stilllegung 1966
Im Rahmen der Kohlenkrise koordinierte der Rationalisierungsverband des Ruhrbergbaus die Stilllegung unrentabler Förderanlagen sowie deren Zusammenfassung. Außerbetriebnahmen von Förderkapazitäten wurden zudem von diesem Verband subventioniert.
Daher wurde beschlossen, im Geschäftsjahr 1966 die Zeche Königin Elisabeth mit der Zeche Katharina zu vereinigen. Die Förder- und Seilfahrtschächte von Königin Elisabeth wurden aufgegeben. Lediglich Schacht Friedrich Joachim 1 und Schacht Wilhelm wurden als Wetter- und Wasserhaltungsschächte bis zur Stilllegung von Katharina beibehalten.

## Heutiger Zustand

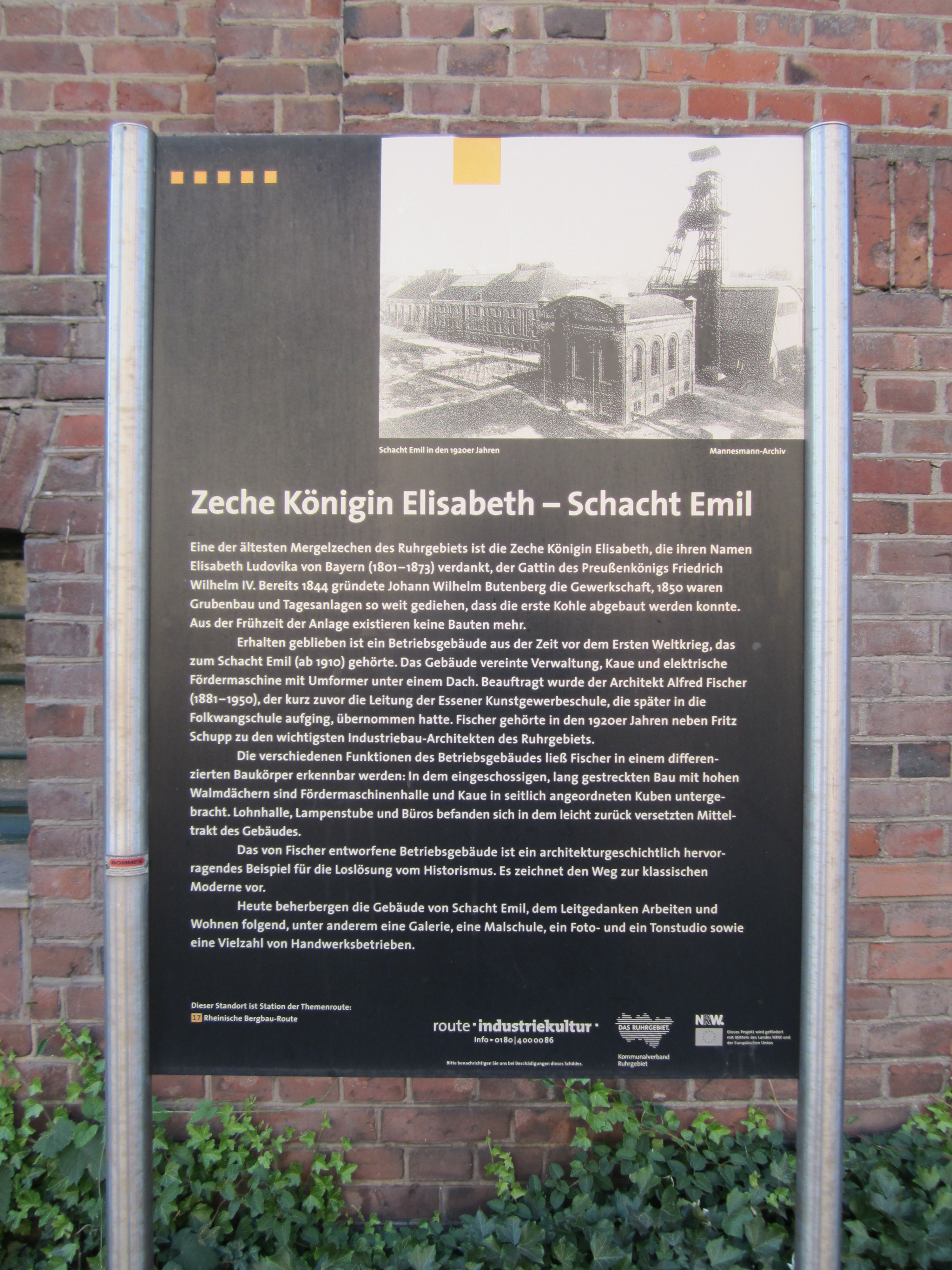
Informationstafel am Schacht Emil

Nach endgültiger Stilllegung aller Schachtanlagen wurden die Gelände anderer gewerblicher Nutzung zugewiesen. Auf Schacht Friedrich Joachim und Schacht Hubert befinden sich Gewerbegebiete. Einige ehemalige Zechengebäude sind noch erkennbar. Schacht Wilhelm beherbergt heute die Gebäude der Bergbauforschung GmbH.
Auf Schacht Emil ist das Fördermaschinen- und Verwaltungsgebäude von Alfred Fischer durch Ankauf und Restaurierung durch einen privaten Investor erhalten geblieben. Es beherbergt heute eine Malschule und Kunstgalerie. Das Gebäude ist Teil der Route der Industriekultur und steht seit 1988 unter Denkmalschutz.